# Varakļāni
Varakļāni és un poble del municipi homònim, del qual és el centre administratiu, a Letònia. L'11 de febrer de 1928 va rebre l'estatus de ciutat.

## Història
L'àrea va ser esmentada l'any 1226 per primera vegada en fonts escrites com «Varkland», quan va quedar a la subordinació de l'Arquebisbe de Riga. L'any 1483 ja s'esmenta com a assentament urbà. Després de la partició de Polònia el 1772 Varakļāni va passar a pertànyer a l'Imperi Rus. El 1789 el comte Johann Michael von der Borch va fer construir el Palau de Varakļāni i el parc, que encara existeix .